# Iolanda di Châtillon-Nevers

Stemma dei conti di Nevers

Iolanda di Châtillon (1222 – 1254) era l'erede delle contee di Nevers, d'Auxerre e di Tonnerre, che fu Signora consorte di Borbone, dal 1242 al 1249.

## Origine
Iolanda, secondo la Histoire du Bourbonnais et des Bourbons qui l'ont possédé, Volume 1, era figlia di Guido II di Châtillon Saint-Pol, e Agnese di Donzy, erede delle contee di Nevers, d'Auxerre e di Tonnerre, che, secondo la Chronica Albrici Monachi Trium Fontium, era la figlia della contessa di Nevers, d'Auxerre e di Tonnerre, Matilde I e del suo primo marito Hervé IV, signore di Donzy.
Guido II di Châtillon, ancora secondo la Chronica Albrici Monachi Trium Fontium, era il figlio primogenito di Gaucher III di Châtillon, Saint-Pol, per matrimonio e della moglie, Elisabetta di Saint-Pol (1180 † 1212), figlia di Ugo IV di Campdavaine e di Yolanda di Hainaut.

## Biografia
Il 30 maggio 1228, dallo zio (fratello del padre) di Iolanda, Ugo di Châtillon, e da Arcimbaldo VIII, Signore di Borbone, padre di Arcimbaldo di Borbone-Dampierre, l'erede della signoria, era stato redatto il contratto di matrimonio tra Arcimbaldo e Iolanda, come riportato nel documento n° 128 dei Titres de la maison ducale de Bourbon.
Verso il 1232 venne celebrato il matrimonio tra Iolanda e Arcimbaldo di Borbone-Dampierre, che, sia secondo la Histoire du Bourbonnais et des Bourbons qui l'ont possédé, Volume 1, che gli Etude sur la chronologie des sires de Bourbon, Xe-XIIIe siecles, era figlio del Signore di Borbone, Arcimbaldo VIII e di Beatrice di Montluçon, figlia di Arcimbaldo signore di Montluçon e di una figlia di Dreux di Mello Signore di Saint-Bris.
Suo suocero, Arcimbaldo VIII, morì il 23 agosto 1242 a Cognat, nei suoi feudi; secondo altri morì combattendo in Guienna, a Cognac.
Suo marito, Arcimbaldo, gli succedette nella Signoria di Borbone, come Arcimbaldo IX.
Nel 1248, suo marito, Arcimbaldo IX, aderì alla crociata del re di Francia, Luigi IX il Santo; prima di partire, Arcimbaldo fece testamento, in cui dichiarava sue eredi le figlie, Matilde e Agnese (Mahaut et Agnetem filias meas) e indicava gli esecutori testamentari, lo zio Guido di Dampierre ed il cognato (marito di sua sorella Beatrice), Béraud VII, signore di Mercoeur (dominum G. de Dampnapetra avunculum meum, et dominum Beraudum de Mercolio sororium meum), ai quali aveva affidato la figlia, Agnese, promessa in sposa a Giovanni di Borgogna; la copia del testamento e riportata nelle Preuves de l'Etude sur la chronologie des sires de Bourbon, Xe-XIIIe siecles.
In quello stesso anno, Arcimbaldo, assieme a Iolanda, partì al seguito di Luigi IX; la flotta fece tappa a Cipro dove avrebbe passato l'inverno, ma l'epidemia che colpì l'esercito, portò alla morte Arcimbaldo, che morì a Cipro il 15 gennaio 1249; Iolanda sopravvisse e rientrò in Francia col corpo del marito.
Nella Signoria di Borbone, gli succedette la figlia primogenita, Matilde, come Matilde II, assieme al marito, Oddone di Borgogna-Nevers.
Iolanda divenne erede delle contee di Nevers, d'Auxerre e di Tonnerre, nel 1250, dopo la morte del fratello Gaucher di Nevers, ucciso combattendo, dopo la sconfitta dei Crociati nella battaglia di Mansura.
Iolanda, sia secondo la Histoire du Bourbonnais et des Bourbons qui l'ont possédé, Volume 1, che gli Etude sur la chronologie des sires de Bourbon, Xe-XIIIe siecles, sopravvisse al marito due o tre anni, dopo aver fatto due testamenti, il primo a Nîmes, nel 1250, ed un secondo, nel 1251.
Iolanda morì prima della nonna Matilde I (1188-1257), per cui non fu mai contessa di Nevers, d'Auxerre e di Tonnerre; sua figlia, Matilde, alla sua morte divenne l'erede delle tre contee, e, nel 1257, succedette alla bisnonna 

## Figli
Iolanda ad Arcimbaldo IX diede due figlie:
- Matilde (v. 1234 - 1262), sposatasi nel 1248 con Oddone di Borgogna-Nevers, che fu Signora di Borbone e contessa di Nevers, d'Auxerre e di Tonnerre[15].
- Agnese (1237 - 1288), sposatasi in prime nozze con Giovanni di Borgogna, e poi in seconde nozze con Roberto II d'Artois, che fu Signora di Borbone[18].

### Fonti primarie
- (LA)  Monumenta Germaniae Historica, Scriptores, tomus XXIII.
- (LA)  (FR)  Etude sur la chronologie des sires de Bourbon, Xe-XIIIe siecles.
- (LA)  (FR)  Titres de la maison ducale de Bourbon, tome premier

### Letteratura storiografica
- (FR)  #ES Histoire du Bourbonnais et des Bourbons qui l'ont possédé, Volume 1.
- (FR)  Germain R. Les sires de Bourbon et le pouvoir : de la seigneurie à la principauté //  Actes des congrès de la Société des historiens médiévistes de l'enseignement supérieur public. № 23, 1992, pp. 195—210.